# EchoStar 21
EchoStar 21 (EchoStar XXI, TerreStar 2) ist ein kommerzieller Kommunikationssatellit des US-amerikanischen Unternehmens EchoStar.
Er wurde am 8. Juni 2017 um 3:45 UTC mit einer Proton/Bris-M-Trägerrakete vom Raketenstartplatz Baikonur in eine geostationäre Umlaufbahn gebracht.
Der dreiachsenstabilisierte Satellit ist mit einem 2-GHz-S-Band-Transponder und einem großen Reflektor ausgerüstet und soll von der Position 10,25° Ost aus Europa mit Mobilfunk versorgen. Er wurde auf Basis des Satellitenbusses SSL 1300 der Space Systems Loral gebaut und besitzt eine geplante Lebensdauer von 15 Jahren. Der Satellit verwendet den ETSI-GMR-1-3G-Standard für Luftschnittstellen, um es mobilen Drahtlosgeräten zu ermöglichen, über den Satelliten im S-Band zu kommunizieren. Die Kommunikation zum Satelliten erfolgt im Ka-Band.